# Sucker
Sucker – drugi album studyjny angielskiej piosenkarki i autorki tekstów Charli XCX, wydany 15 grudnia 2014 roku, nakładem Asylum i Atlantic Records. Album spotkał się z pozytywnymi opiniami wśród krytyków i wylądował na wielu listach na koniec roku dla najlepszych albumów z 2014 roku. Album był poprzedzany singlami "Boom Clap" i "Break The Rules".
Charli XCX promowała album podczas występów publicznych i telewizyjnych. Album był wspierany przez trasę koncertową Charli pod nazwą Girl Power North America Tour, która rozpoczęła się 26 września 2014 roku, a skończyła się 25 października tego samego roku.

## Odbiór

### Krytyczny
Album otrzymał ogólnie pozytywne opinie. Na Metacritic album dostał średnią ocenę 75/100, na podstawie 27 recenzji.

### Komercyjny
Album zadebiutował na 28. miejscu na liście Billboard 200 w USA, ze sprzedażą 28 907 egzemplarzy w pierwszym tygodniu od wydania albumu, co czyni go pierwszym albumem Charli, który się pojawił na tej liście. W Wielkiej Brytanii, album zadebiutował na 15. miejscu na liście UK Albums Chart, ze sprzedażą 5 622 egzemplarzy w pierwszym tygodniu od wydania albumu. Sprzedaż albumu w Wielkiej Brytanii w maju 2020 roku, wyniosła 46 667 egzemplarzy.

## Lista utworów
1. "Sucker"
2. "Break the Rules"
3. "London Queen"
4. "Breaking Up"
5. "Gold Coins"
6. "Boom Clap"
7. "Doing It (ft. Rita Ora)"
8. "Body of My Own"
9. "Famous"
10. "Hanging Around"
11. "So over You"
12. "Die Tonight"
13. "Caught in the Middle"
14. "Need Ur Luv"

## Historia Wydania
| Region             | Data             | Format               | Edycja      | Wytwórnia           | Ref.          |
| ------------------ | ---------------- | -------------------- | ----------- | ------------------- | ------------- |
| Stany Zjednocznone | 15 grudnia 2014  | CD, digital download | Standardowa | Neon Gold, Atlantic | [ 40 ] [ 41 ] |
| Kanada             | 16 grudnia 2014  | CD                   | Standardowa | Warner              | [ 42 ]        |
| Kanada             | 19 grudnia 2014  | digital download     | Standardowa | Warner              | [ 43 ]        |
| Australia          | 19 grudnia 2014  | CD, digital download | Standardowa | Warner              | [ 44 ] [ 45 ] |
| Francja            | 9 lutego 2015    | CD, digital download | Standardowa | Warner              | [ 46 ]        |
| Niemcy             | 13 lutego 2015   | CD, digital download | Standardowa | Warner              | [ 47 ] [ 48 ] |
| Irlandia           | 13 lutego 2015   | CD, digital download | Standardowa | Asylum, Atlantic    | [ 49 ] [ 50 ] |
| Holandia           | 13 lutego 2015   | CD, digital download | Standardowa | Warner              | [ 51 ] [ 52 ] |
| Wielka Brytania    | 16 lutego 2015   | CD, digital download | Standardowa | Asylum, Atlantic    | [ 53 ]        |
| Włochy             | 17 lutego 2015   | CD, digital download | Standardowa | Warner              | [ 54 ]        |
| Japonia            | 18 lutego 2015   | CD, digital download | Standardowa | Warner              | [ 55 ]        |
| Stany Zjednocznone | 10 marca 2015    | Digital download     | Reedycja    | Neon Gold, Atlantic | [ 56 ]        |
| Kanada             | 31 marca 2015    | LP                   | Standardowa | Warner              | -             |
| Stany Zjednocznone | 31 marca 2015    | LP                   | Standardowa | Neon Gold, Atlantic | [ 57 ]        |
| Australia          | 17 kwietnia 2015 | CD                   | Reedycja    | Warner              | [ 58 ]        |